# الجبجب (النادرة)

تعديل مصدري - تعديل

الجبجب هي إحدى قرى عزلة حزيب بمديرية النادرة التابعة لمحافظة إب، بلغ تعداد سكانها 627 نسمة حسب تعداد اليمن لعام 2004.